# كأس هولندا 2016–17
كأس هولندا 2016–17 (بالهولندية: KNVB beker 2016/17)‏ هو الموسم 99 من  كأس هولندا. أقيم خلال الفترة 17 أغسطس 2016 وحتى 30 أبريل 2017، وأشرف على تنظيمه الاتحاد الملكي الهولندي لكرة القدم، وكان عدد الأندية المشاركة فيه  103، وفاز فيه فيتيسه آرنهم.